# Vardar
A Vardar (macedónul: Вардар [Vardar], görögül: Αξιός [Axiósz]) folyó Észak-Macedóniában és Görögországban. Észak-Macedónia legjelentősebb folyója.

## Nevének eredete
A neve a sword(o)-wori- szóból származik, amely valószínűleg trák eredetű, jelentése „fekete víz”.

## Földrajzi adatok
A Šar-hegység déli lejtőjén ered, 683 m magasan, az észak-macedóniai Vrutok helységnél, Gosztivartól 7 km-re. Végigfolyik a róla elnevezett medencén, és Szalonikitől 20 km-re nyugatra deltával torkollik az Égei-tengerbe. Hossza 388 km, ebből a Görögországra eső rész 88 km. Vízgyűjtő területe 22 387 km², közepes vízhozama a torkolatnál 174 m³ másodpercenként. Az első 300 km-en a folyó esése 640 m, míg a maradék 88 km-en 43 m.
Mellékfolyói a Treska, Pčinja, Bregalnica és a Crna Reka.
Jelentős városok a Vardar mentén: Gosztivar, Szkopje, Velesz, Gevgelija és Polikasztro.

## Érdekességek
- A Vardar völgye az európai észak-déli közlekedési folyosó fontos része.
- Nyáron az öntözés oly mértékű, hogy veszélyezteti a folyó élővilágát.
- A télen fújó száraz, hideg szél, a vardarac a folyóról kapta a nevét.